# Костанай (станція)
Костанай ( каз. Қостанай станциясы - залізнична станція Казахстанських залізниць, розташована в місті Костанай .

## Історія
У 1913 році було збудовано першу станційну будівлю вокзалу.
До 1952 року, час у дорозі пасажирського потягу сполученням Кустанай - Алма-Ати або Кустанай - Москва становив 6-7 діб  .
У 1974 році, було побудовано нову сучасну будівлю вокзалу.
29 листопада 2017 року постановою Уряду Казахстана, станція Кустанай була перейменована в станцію Костанай.

## Будівля 1974 року
Будівля представляє триповерхова залізобетонна споруда. Вхід перекритий потужним залізобетонним козирком з консольним вильотом в 15 м. Перший поверх має повне скління, другий і третій поверхи об'єднані. Середня висота приміщень - 3,8 м. Загальна площа - 5375,7 м².
У списку пам'ятників історії і культури місцевого значення Костанайської області за № 1110 числиться будівля залізничного вокзалу  .
Будівля вокзалу є частиною ансамблю привокзальної площі. Автори проекту архітектори В.Батиров, А.Сухорукова і інженер Ж.Самсонова. Колектив архітекторів, інженерів і будівельників був удостоєний премії Ради Міністрів СРСР в 1978 році  .
На початку XXI століття вокзал був реконструйований, зберігши свій вигляд  .